# Liste der Baudenkmäler in Bruck in der Oberpfalz

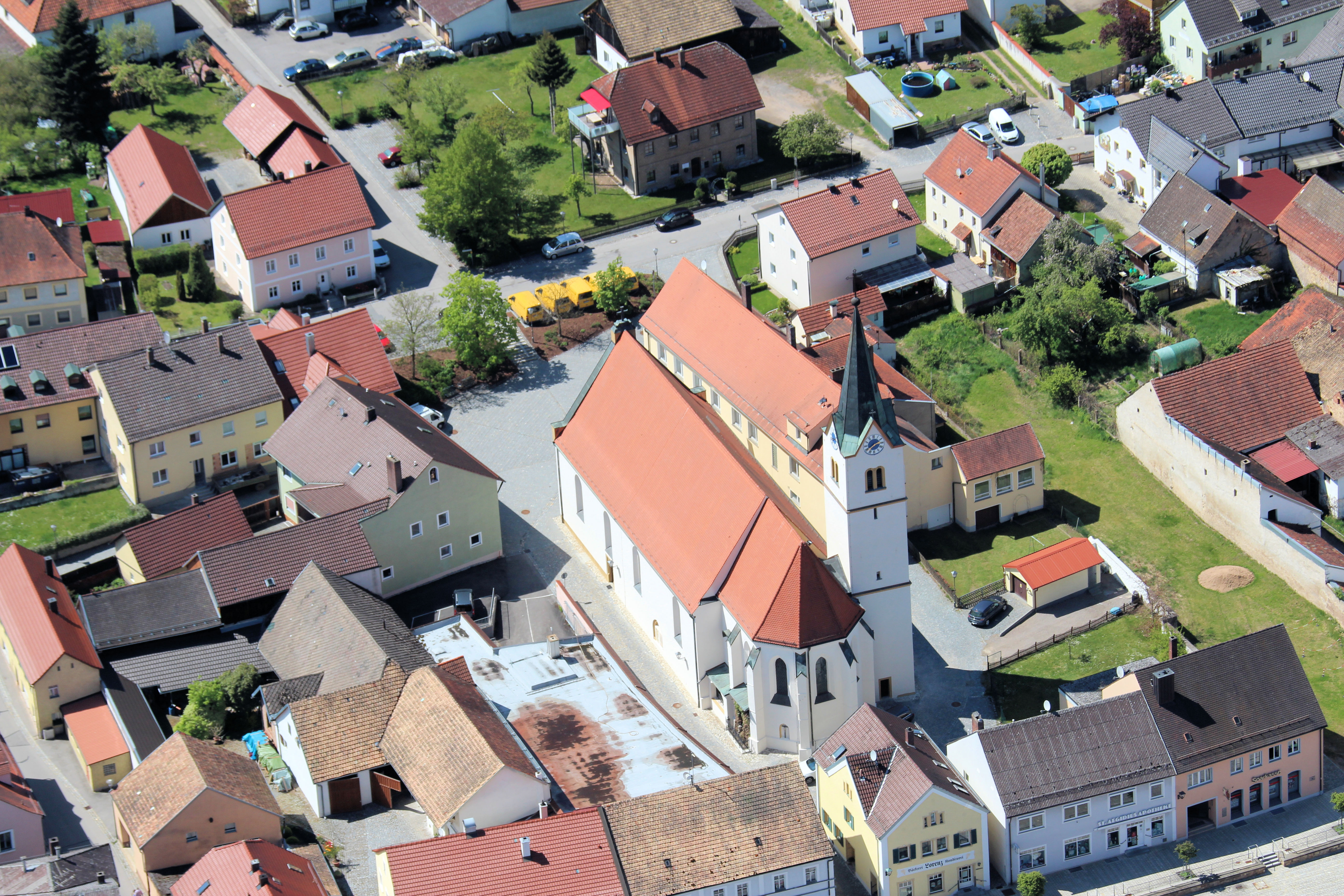
Pfarrkirche von Bruck

Auf dieser Seite sind die Baudenkmäler in dem Oberpfälzer Markt Bruck in der Oberpfalz zusammengestellt. Diese Tabelle ist eine Teilliste der Liste der Baudenkmäler in Bayern. Grundlage ist die Bayerische Denkmalliste, die auf Basis des Bayerischen Denkmalschutzgesetzes vom 1. Oktober 1973 erstmals erstellt wurde und seither durch das Bayerische Landesamt für Denkmalpflege geführt wird. Die folgenden Angaben ersetzen nicht die rechtsverbindliche Auskunft der Denkmalschutzbehörde.

## Ortsbefestigung
| Lage       | Objekt           | Beschreibung | Akten-Nr.             | Bild           |
| ---------- | ---------------- | --- | --------------------- | -------------- |
| (Standort) | Marktbefestigung | Ab 1489 angelegt, ehemals wohl rechteckige und fünf Meter hohe Befestigungsanlage bestehend aus zwölf Halbrundtürmen und drei Toren aus Bruchsteinmauerwerk, im Marktbrand von 1879 größtenteils zerstört, in Teilstücken mit vier halbrunden Türmen an der Süd- und Westseite des Marktes erhalten; die zugehörigen Teilstücke der Marktbefestigung, südlicher Zug, verlaufen bei den Anwesen Hauptstraße 25 und 28, Raiffeisenstraße 2–20; jene des westlichen Zuges bei den Anwesen Hauptstraße 10, Hintere Marktstraße 13 und 15. | D-3-76-117-1 Wikidata | weitere Bilder |

## Baudenkmäler nach Ortsteilen

### Bruck
| Lage                                                                                             | Objekt                                                                                      | Beschreibung | Akten-Nr.              | Bild                                                                                        |
| ------------------------------------------------------------------------------------------------ | ------------------------------------------------------------------------------------------- | --- | ---------------------- | ------------------------------------------------------------------------------------------- |
| Adolf-Kolping-Straße 6 (Standort)                                                                | Ehemaliger Pfarrhof                                                                         | Zweigeschossiger Walmdachbau mit Gesims- und Putzgliederung, Mittelrisalit mit Dreieckgiebel, 1. Hälfte 19. Jahrhundert. | D-3-76-117-2 Wikidata  | Ehemaliger Pfarrhof                                                                         |
| Bischof-Krautbauer-Straße 4 (Standort)                                                           | Hoftor                                                                                      | Zwei Torflügel, aufgedoppeltes Holztor mit neugotischem Maßwerkdekor, um 1860. | D-3-76-117-3 Wikidata  | Hoftor                                                                                      |
| Hauptstraße 4 (Standort)                                                                         | Gasthof                                                                                     | Traufseitiger zweigeschossiger Satteldachbau, Putzfassade mit Gesims- und Lisenengliederung, 2. Hälfte 19. Jahrhundert. | D-3-76-117-4 Wikidata  | Gasthof                                                                                     |
| Hauptstraße 9 (Standort)                                                                         | Ehemaliges Pflegamt                                                                         | Stattlicher zweigeschossiger und verputzter Halbwalmdachbau mit rundbogiger Durchfahrt und hofseitig gedecktem Holzgang mit Balustrade, 17. Jahrhundert, im Kern 14. Jahrhundert. | D-3-76-117-5 Wikidata  | weitere Bilder                                                                              |
| Hauptstraße 12 (Standort)                                                                        | Zugehörige Scheune                                                                          | Im Kern 17. Jahrhundert, Steinbau an der Stadtmauer. | D-3-76-117-7 Wikidata  | BW                                                                                          |
| Leitenweg 1 (Standort)                                                                           | Heiligenfigur                                                                               | Figur des Hl. Johannes von Nepomuk auf modernem Steinsockel, farbig gefasstes Holz, 2. Hälfte 18. Jahrhundert; am Haus von Leitenweg 1. | D-3-76-117-14 Wikidata | BW                                                                                          |
| Leitenweg 2 (Standort)                                                                           | Gartenpavillon                                                                              | Filigrane sechsseitige Eisenkonstruktion im maurischen Stil, um 1900. | D-3-76-117-15 Wikidata | BW                                                                                          |
| Mappacher Straße 4 (Standort)                                                                    | Wohnhaus                                                                                    | Zweigeschossiger Satteldachbau mit einfacher Putzgliederung, giebelseitig mit Stichbogenfenstern, 18. Jahrhundert. | D-3-76-117-16 Wikidata | BW                                                                                          |
| Marktplatz 6; Marktplatz 8 (Standort)                                                            | Ehemaliger Brauerei-Gasthof zum Rößl, heute Gasthaus Zur Post, Sitz des Postamtes 1852–1900 | Zwei zusammengezogene, zweigeschossige Giebelbauten mit Halbwalmdächern und einfacher Putzgliederung, 17./18. Jahrhundert, korbbogiges Durchfahrtstor wohl nach 1648, 1879 zusammengelegt; Wirtshausausleger, schmiedeeisern, 19. Jahrhundert. | D-3-76-117-17 Wikidata | Ehemaliger Brauerei-Gasthof zum Rößl, heute Gasthaus Zur Post, Sitz des Postamtes 1852–1900 |
| Marktplatz 14 (Standort)                                                                         | Wohnhaus                                                                                    | Zweigeschossiger Giebelbau mit Halbwalmdach, Stichbogenfenstern und Putzgliederung, 18./19. Jahrhundert. | D-3-76-117-21 Wikidata | BW                                                                                          |
| Marktplatz 15 (Standort)                                                                         | Ehemaliger Gasthof Zur Sonne                                                                | Zweigeschossiger und verputzter Giebelbau mit Halbwalmdach und gekehltem Rundbogeneingang, im Kern 16. Jahrhundert. | D-3-76-117-20 Wikidata | Ehemaliger Gasthof Zur Sonne                                                                |
| Marktplatz 16 (Standort)                                                                         | Ehemalige Mühle                                                                             | Erdgeschossiges und verputztes Giebelhaus mit Halbwalmdach, seitlichem Zwerchhaus und Stichbogenfenstern, 18. Jahrhundert; Holztafel heiliger Johannes von Nepomuk, farbig gefasst, 18. Jahrhundert; an der westlichen Traufseite. | D-3-76-117-21 Wikidata | BW                                                                                          |
| Nähe Nittenauer Straße, Abzweigung Am Sand (Standort)                                            | Kapelle, sogenannte Rastkapelle                                                             | Gerade geschlossener und verputzter Satteldachbau mit Schweifgiebel und Eckpilastern, 1904 Wiederaufbau der zerstörten Kapelle von 1573. | D-3-76-117-23 Wikidata | weitere Bilder                                                                              |
| Nittenauer Straße 5 (Standort)                                                                   | Hofkapelle                                                                                  | Kleiner verputzter Satteldachbau mit profilierter Gesims- und Pilastergliederung, 18. Jahrhundert. | D-3-76-117-40 Wikidata | weitere Bilder                                                                              |
| Nittenauer Straße 23; Nittenauer Straße 25; Nähe Nittenauer Straße; Sollbacher Straße (Standort) | Katholische Friedhofkirche Sankt Sebastian                                                  | Gotischer Saalbau mit hohem Satteldach und flachgedecktem Langhaus, eingezogener Polygonalchor mit Dachreiter und Zwiebelhaube, 15. Jahrhundert, Dachreiter 18. Jahrhundert; mit Ausstattung; Leichenhaus, massiver und verputzter Steilsatteldachbau mit korbbogig geöffneter Vorhalle, Dachreiter mit Zwiebelhaube und Sandsteindetails, vermutlich spätes 19. Jahrhundert; Steinkreuz, gotisches Steinkreuz mit reliefierter Basis und Postament; Marienfigur, farbig gefasste Holzfigur in moderner Nische, um 1871.                                                          | D-3-76-117-22 Wikidata | weitere Bilder                                                                              |
| Raiffeisenstraße 20 (Standort)                                                                   | Ehemalige Mühle, sogenannte Hadergassmühle am Sulzbach                                      | Zweigeschossiger und verputzter Massivbau mit Halbwalmdach, 18./19. Jahrhundert; südöstlich anschließender Mauerverlauf mit Rundturm, vergleiche Marktbefestigung. | D-3-76-117-29 Wikidata | BW                                                                                          |
| Rathausstraße 9 (Standort)                                                                       | Ehemaliges Polizeidienstgebäude                                                             | Zweigeschossiger und verputzter Walmdachbau mit Eckquaderung und Gesimsgliederung, 1923. | D-3-76-117-30 Wikidata | BW                                                                                          |
| Rathausstraße 12 (Standort)                                                                      | Ehemaliges Lehrerwohnhaus                                                                   | Zweigeschossiger Massivbau mit weit auskragendem Walmdach, Zwerchhaus und Erker, Putzfassade mit Gesimsgliederung und Eckquadern, 1923. | D-3-76-117-31 Wikidata | BW                                                                                          |
| Sankt-Ägidius-Platz 7 (Standort)                                                                 | Katholische Pfarrkirche Sankt Ägidius                                                       | Flachgedeckte Saalkirche über Sandsteinsockel mit eingezogenem Polygonalchor, Langhaus mit hohem Satteldach, Treppengiebel und dreiteiligem Rundbogenfenster mit Sandsteingewände, Nordturm mit Spitzhelm und freien Giebeln, Chor und Turmuntergeschosse 12. Jahrhundert, Langhaus nach Kriegsschäden 1632–69 wiederhergestellt, 1856 Umbau und Langhauserweiterung, Turmerhöhung 1889; mit Ausstattung; Kapelle an der Langhausnordseite, 1700; an der Chorrückseite Ölberg in Nische, 18. Jahrhundert; drei Grabplatten an der südlichen Langhauswand, Anfang 18. Jahrhundert. | D-3-76-117-32 Wikidata | weitere Bilder                                                                              |

### Kölbldorf
| Lage                                                         | Objekt       | Beschreibung | Akten-Nr.              | Bild        |
| ------------------------------------------------------------ | ------------ | --- | ---------------------- | ----------- |
| Obere Au (Standort)                                          | Feldkapelle  | Kleiner verputzter Satteldachbau mit giebelseitigen Wandpilastern, Anfang 19. Jahrhundert; am östlichen Ortsrand von Kölbldorf, an der Straße nach Schöngras. | D-3-76-117-34 Wikidata | Feldkapelle |
| Obere Au; Untere Au; Von Schöngras nach Kölbldorf (Standort) | Schauerkreuz | Kruzifix mit Corpus und Dach, Holz, bezeichnet mit „1865“; südöstlich des Ortes, am Feldweg nahe der Feldkapelle.                                             | D-3-76-117-35 Wikidata | BW          |

### Mappach
| Lage                         | Objekt     | Beschreibung | Akten-Nr.              | Bild |
| ---------------------------- | ---------- | --- | ---------------------- | ---- |
| Kapellenstraße 16 (Standort) | Bauernhaus | Zweigeschossiger Satteldachbau mit Gesimsgliederung und Putzornamentik, im Kern 18. Jahrhundert, bezeichnet mit „1928“. | D-3-76-117-37 Wikidata | BW   |

### Schöngras
| Lage                        | Objekt                          | Beschreibung | Akten-Nr.              | Bild                            |
| --------------------------- | ------------------------------- | --- | ---------------------- | ------------------------------- |
| Brucker Straße 7 (Standort) | Kirche St. Johannes von Nepomuk | Rokokobau, kleiner Satteldachbau mit eingezogenem Rundchor, Chorkapelle und Putzgliederung, Dachreiter mit Zwiebelhaube, 1751–58; mit Ausstattung. | D-3-76-117-38 Wikidata | Kirche St. Johannes von Nepomuk |

## Ehemalige Baudenkmäler
In diesem Abschnitt sind Objekte aufgeführt, die früher einmal in der Denkmalliste eingetragen waren, jetzt aber nicht mehr. Objekte, die in anderem Zusammenhang – also z. B. als Teil eines Baudenkmals – weiter eingetragen sind, sollen hier nicht aufgeführt werden. Aktennummern in diesem Abschnitt sind ehemalige, jetzt nicht mehr gültige Aktennummern.

| Lage                           | Objekt         | Beschreibung | Akten-Nr.              | Bild |
| ------------------------------ | -------------- | --- | ---------------------- | ---- |
| Bruck Marktplatz 10 (Standort) | Giebelhaus     | im Kern 17./18. Jahrhundert.                                                                                              | D-3-76-117-18 Wikidata | BW   |
| Mappach Mappach 2 (Standort)   | Gastwirtschaft | Erdgeschossiger Satteldachbau, bezeichnet mit „1839“; Stadel, um 1900 (jetzt Bauernmuseum); Keller, wohl 18. Jahrhundert. | D-3-76-117-36 Wikidata | BW   |

## Abgegangene Baudenkmäler
In diesem Abschnitt sind Objekte aufgeführt, die früher einmal in der Denkmalliste eingetragen waren, jetzt aber nicht mehr existieren, z. B. weil sie abgebrochen wurden. Aktennummern in diesem Abschnitt sind ehemalige, jetzt nicht mehr gültige Aktennummern.

| Lage                                 | Objekt                               | Beschreibung                                           | Akten-Nr.              | Bild |
| ------------------------------------ | ------------------------------------ | ------------------------------------------------------ | ---------------------- | ---- |
| Hinterthürn Hinterthürn 1 (Standort) | Wohnstallhaus mit flachem Satteldach | Wohl 18. Jahrhundert, seitlicher Gewölbestall um 1860. | D-3-76-117-33 Wikidata | BW   |